# ادواردو شکاکن کوئلیو لاکردا
ادواردو شکاکن کوئلیو لاکردا (انگلیسی: Du؛ زادهٔ ۲۸ ژوئن ۱۹۷۸) بازیکن فوتبال اهل برزیل است.